# Cretas
Cretas é um município da Espanha na província de Teruel, comunidade autónoma de Aragão. Tem 52,49 km² de área e em 2021 tinha 555 habitantes (densidade: 10,6 hab./km²).

## Demografia
| Variação demográfica do município entre 1991 e 2004 | Variação demográfica do município entre 1991 e 2004 | Variação demográfica do município entre 1991 e 2004 | Variação demográfica do município entre 1991 e 2004 |
| --------------------------------------------------- | --------------------------------------------------- | --------------------------------------------------- | --------------------------------------------------- |
| 1991                                                | 1996                                                | 2001                                                | 2004                                                |
| 693                                                 | 638                                                 | 632                                                 | 588                                                 |